# Девушка, похожая на меня: история Гвен Араухо
«Девушка, похожая на меня: история Гвен Араухо» (англ. A Girl Like Me: The Gwen Araujo Story) — телевизионный фильм, сюжет которого основан на реальной истории короткой жизни трансгендерной женщины Гвен Араухо, ставшей жертвой жестокого убийства.

## Сюжет
С мальчиком Эдди Араухо с раннего детства было что-то не так: ему нравилось примерять мамины платья и делать макияж. Шли годы, и подросток уже не мог скрывать, что он сильно отличается от окружающих людей. Эдди ощущает себя женщиной, родившейся в мужском теле. Он наконец меняет своё имя на Гвен, начинает жить как женщина, но становится объектом ненависти и насмешек. Всё заканчивается жестокой расправой и гибелью подростка. Сцены убийства и суда над преступниками чередуются в фильме с историей жизни Гвен Араухо.

## В ролях
- Джей Ди Пардо — Гвен Араухо
- Мерседес Рул — Сильвия
- Эван Джогиа — Дэнни Араухо
- Генри Дэрроу — Папи

## Награды
Премия «Выдающийся фильм для телевидения» от GLAAD Media Awards 2007 года.